# سای کمان
سای کمان یک ستاره است که در صورت فلکی کمان قرار دارد.